# Warehorne
Warehorne is een civil parish in het bestuurlijke gebied Ashford, in het Engelse graafschap Kent met 370 inwoners.